# Hemihyalea darabana
Hemihyalea darabana är en fjärilsart som beskrevs av Embrik Strand 1919. Hemihyalea darabana ingår i släktet Hemihyalea och familjen björnspinnare. Inga underarter finns listade i Catalogue of Life.